# Virginie Ledoyen
Virginie Ledoyen, nom artístic de Virginie Fernández, és una actriu francesa, nascuda el 15 de novembre de 1976 al 10è districte de París.

## Biografia

### Infància i família
Virginie Vanessa Fernández va néixer el 15 de novembre de 1976 a Parísdins d'una família francoespanyola — és el nom Fernández del seu pare. Va passar la seva infantesa a Aubervilliers. Els seus pares tenen una parada al mercat; de vegades els acompanya en la seva feina com a venedors i admira la seva tècnica de venda a la manera de la revista commedia dell'arte. Des de les seves primeres pel·lícules i a petició del seu pare, va agafar el nom de soltera de la seva àvia paterna com a pseudònim, com a homenatge al fet que aquesta última era una actriu amateur. Quan tenia 10 anys, els seus pares es van divorciar.

### Els primers inicis en l'actuació i la publicitat (dècada de 1980)
L'any 1979, amb 3 anys, la seva mare li va fer rodar anuncis, entre d'altres per a Bledina, Buitoni o Air Inter.
El 1986 va aparèixer al videoclip Sauver l'amour de Daniel Balavoine i el mateix any es va incorporar al Collège Rognoni a París. l 1987 als 10 anys, va ser al cinema per primera vegada, amb la pel·lícula franco-italiana L'iniziazione de Gianfranco Mingozzi.
L'any 1988, va protagonitzar el vídeo musical de François Feldman Je te retrouverai.

### Revelació crítica (dècada de 1990)

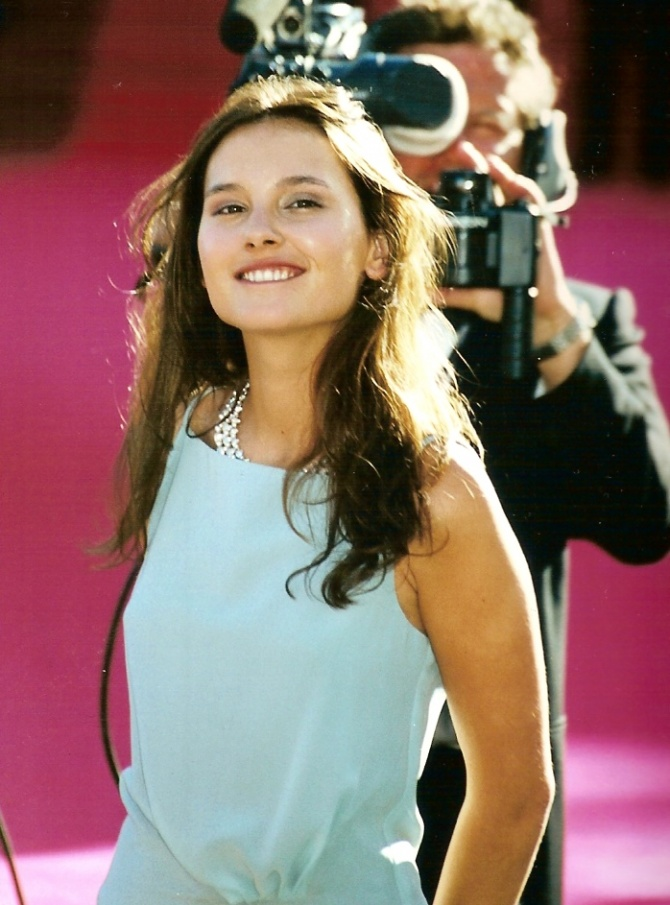
Virginie Ledoyen al 53è Festival Internacional de Cinema de Canes, on va ser mestressa de cerimònies.

El 1991 amb 14 anys, va ser escollida per Philomène Esposito per interpretar el paper principal a la pel·lícula Mima, que va merèixer els seus elogis per part de crítiques pel seu talent i carisma com a actriu. Uns mesos més tard, va tprotagonitzar amb Marcello Mastroianni i Michel Piccoli Le Voleur d'enfants de Christian de Chalonge.
El 1993, va ser nominada al César a la millor actriu revelació per la seva actuació a Les Marmottes d’Élie Chouraqui. La seva trobada amb Olivier Assayas, amb qui va fer dues pel·lícules, va ser decisiva per a la seva carrera. L'Eau froide la confirma en la seva vocació com a actriu.
El 1999, es va convertir en ambaixadora i musa de la marca de cosmètics L'Oréal.
L'any 2000, va intentar l'aventura de Hollywood, interpretant el paper femení principal al thriller d'aventures La platja, primer intent estatunidenc del cineasta britànic Danny Boyle, filmat a les illes Phi Phi, a Tailàndia, al costat de Leonardo DiCaprio i Guillaume Canet. A França, forma part del repartiment d'una adaptació televisiva de Misérables de Josée Dayan, on interpreta Cosette, amb Gérard Depardieu en el paper de Jean Valjean. Aquesta exposició mediàtica la confirma com un valor creixent d'un cinema pel gran públic.

### Diversificació (dècada de 2000)

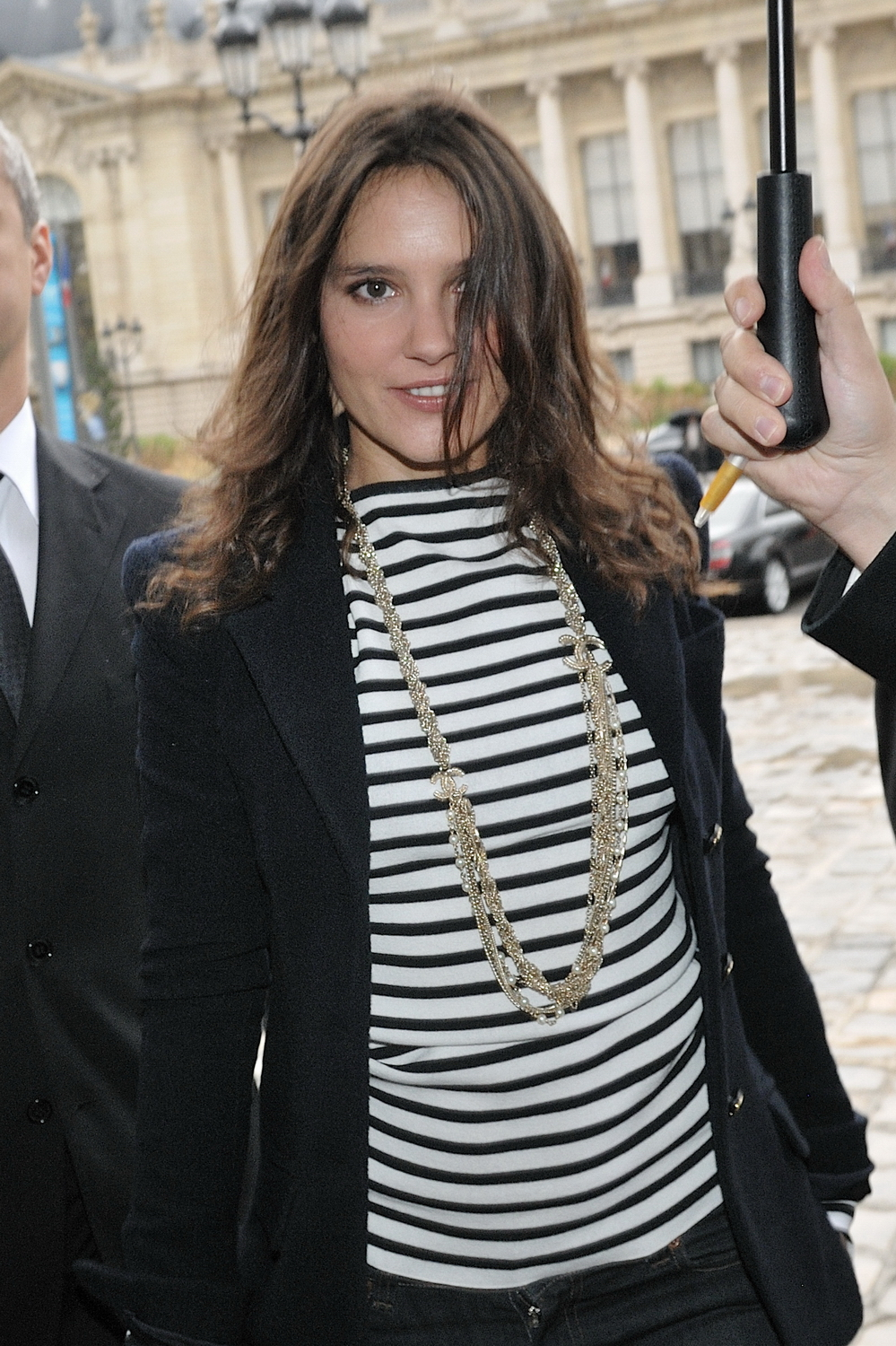
Virginie Ledoyen en 2010 a la mostra de la col·lecció primavera-estiu de Chanel.

El 2002, va formar part del repartiment de quatre estrelles de 8 femmes de François Ozon, on hi canta Toi mon amour, mon ami de Marie Laforêt. L'èxit de crítica i comercial de la pel·lícula la va reviure, després de la semi-decepció de La platja.
Va confirmar aquest element favorable el 2003 en aparèixer als crèdits de la pel·lícula històrica
Bon voyage de Jean-Paul Rappeneau, però també per tenir un petit paper a la comèdia escolar que s'ha convertit en "de culte" Mais qui a tué Pamela Rose ?, d'Éric Lartigau.
El 2004, va ser membre del jurat internacional del Festival Internacional de Cinema de Tòquio. Però sobretot, intenta establir-se com a cap de cartell en ser l'heroïna de la pel·lícula de terror francesa, Saint Ange, dirigida per Pascal Laugier. Però la pel·lícula passa desapercebuda.
Per tant, continua en les distribucions corals i recorre a les comèdies populars, i això sota la direcció d'experts guionistes-directors del gènere: el veterà Francis Veber el 2006, per El joc dels idiotes, amb Gad Elmaleh i Alice Taglioni ; el 2008, L'Emmerdeur, amb Patrick Timsit en el paper del títol, i Mes amis, mes amours, de Lorraine Lévy. erò també va col·laborar amb el director de comèdia d'autor Emmanuel Mouret, a Un baiser, s'il vous plaît !, el 2007.
Si aconsegueix un paper protagonista, serà al teatre: el 2007, va interpretar amb Arié Elmaleh a l'obra de Fabrice Roger-Lacan Irresistible, dirigida per Isabelle Nanty.
El 2009, va tornar al cinema i al drama, en companyia de Simon Abkarian i Jean-Pierre Darroussin, al fresc històric L'Armée du crime de Robert Guédiguian, pel·lícula sobre la resistència del grup Manouchian contra l'ocupant alemany i el govern de Vichy.
El 2010, es va convertir en la cara de la marca IKKS juntament amb Vincent Pérez i fa un paper secundari a la comèdia Tout ce qui brille, l'èxit de públic i de crítica de Géraldine Nakache i Hervé Mimran.

### Retorn al drama i la televisió (2010)

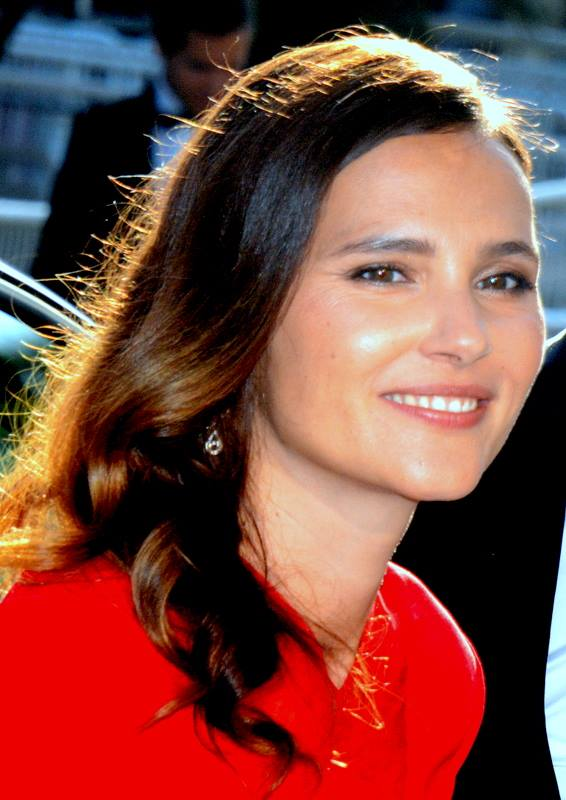
Virginie Ledoyen Virginie Ledoyen a l'estrena dEnragés al 68è Festival Internacional de Cinema de Canes.

Per aconseguir el seu primer paper com a dona d'acció, va recórrer a la televisió: el 2011, va participar en el càsting de la sèrie XIII: The Series, coproducció internacional emesa a França pel canal Canal+, on interpreta una despietada sicaria russa. La sèrie, però, va tenir una mala acollida per la crítica, i va ser àmpliament revisada per a la seva segona temporada, i l'actriu no va ser renovada.
Va ser l'any següent que finalment va aconseguir reconnectar amb un projecte reconegut mundialment, interpretant la duquessa de Polignac, una de les tres protagonistes del fresc històric L'adeu a la reina, que també marca el seu retrobament amb Benoît Jacquot. Tanmateix, són les actuacions de Diane Kruger i Léa Seydoux les que criden especialment l'atenció.
El mateix any, va prestar la seva veu al personatge de Chloé Lynch al vídeojoc Call of Duty: Black Ops 2, i va participar en À votre bon cœur, mesdames, nou llargmetratge de baix pressupost de Jean-Pierre Mocky.
L'actriu es retroba amb Emmanuel Mouret per al seu primer intent de registre dramàtic, Une autre vie, estrenat el 2013.
El 2013, va ser membre del jurat de llargmetratges de la 70a Mostra Internacional de Cinema de Venècia.
El 2014, va participar en dos projectes més modestos: la comèdia dramàtica Ablations, d'Arnold de Parscau, i la comèdia dramàtica independent Le Monde de Fred, de Valérie Müller. Les dues pel·lícules passen desapercebudes.
L'any següent, va interpretar l'únic paper protagonista femení en el repartiment de la pel·lícula d'acció francocanadenca Enragés, d'Eric Hannezo. El llargmetratge és un fracàs.
El 2017, doncs, va decidir tornar a la televisió: va interpretar el paper principal de Mélancolie Ouvrière, una pel·lícula de televisió de Gérard Mordillat, amb Philippe Torreton i François Cluzet. Interpreta el paper de Lucie Baud, una de les primeres dones sindicalistes franceses, treballadora del teixit de la seda. El rodatge té lloc a Sant Julian de Moleta on el passat obrer ha deixat els tallers de teixir tal com eren aleshores.
A més, intenta, seguint el model de l'actriu Alexandra Lamy, rellançar la seva carrera sent l'heroïna d'una minisèrie de TF1 adaptant una novel·la d'Harlan Coben: Juste un regard dirigida per Ludovic Colbeau-Justin i que té una bona audiència.
Durant el 71è Festival Internacional de Cinema de Canes va formar part del jurat Un certain regard presidit per Benicio del Toro. El mateix any, va aparèixer a dos llargmetratges: va tornar a la comèdia per MILF, la primera producció de l'actriu còmica Axelle Laffont; un fracàs crític i comercial. Després la gran producció familiar Rémi sans famille, dirigida per Daniel Auteuil, i dirigida per Antoine Blossier.
Durant el 72è Festival Internacional de Cinema de Canes presideix el jurat de la Queer Palm.
A partir del 2019, roda sota la direcció de Valérie Donzelli les pel·lícules Notre dame, L'Amour et les Forêts, i la sèrie Nona et ses filles on interpreta a una de les tres filles de Miou-Miou. El 2021, interpreta l'heroïna de la sèrie L'Île aux trente cercueils, nova adaptació de la novel·la homònima de Maurice Leblanc, després l'any següent Anne de Pisseleu a la pel·lícula per a televisió Diane de Poitiers dirigida per Josée Dayan .
El 2023, va ser membre del jurat del Festival de Cinema de Cabourg.

### Compromisos polítics
Amb motiu de les primàries presidencials socialistas de 2011, va declarar a la premsa la seva intenció de votar Martine Aubry per a la primera volta de votacions.

### Vida privada
El 27 de setembre de 2001 va donar a llum una filla anomenada Lila, que va tenir amb Louis Soubrier, a qui va conèixer el 1996 al plató de Heroïnes de Gérard Krawczyk.
També va ser la companya del cantant Benjamin Biolay així com del cineasta Pascal Laugier.
Des del 2007 fins a la primavera del 2015, va viure amb l'actor Arié Elmaleh. El seu fill, Isaac, va néixer el juliol de 2010. La seva filla, Amalia, va néixer el 23 d'abril de 2014.

## Filmografia

### Cinema
- 1987 : L'iniziazione de Gianfranco Mingozzi
- 1991 : Mima, de Philomène Esposito
- 1991 : Le Voleur d'enfants, de Christian de Chalonge
- 1991 : Mouche, de Marcel Carné (inachevé)
- 1993 : Les Marmottes, d'Élie Chouraqui
- 1994 : La Folie douce, de Frédéric Jardin
- 1994 : L'Eau froide d'Olivier Assayas
- 1995 : La Cérémonie de Claude Chabrol
- 1995 : La Fille seule, de Benoît Jacquot
- 1996 : Sur la route, d'Antoine Santana (curtmetratge)
- 1996 : Mahjong, d'Edward Yang
- 1997 : La Vie de Marianne, de Benoît Jacquot
- 1997 : Héroïnes, de Gérard Krawczyk
- 1997 : Ma 6-T va crack-er, de Jean-François Richet
- 1998 : En plein cœur, de Pierre Jolivet
- 1998 : Fin août, début septembre, d'Olivier Assayas
- 1998 : Jeanne et le Garçon formidable, d'Olivier Ducastel i Jacques Martineau
- 1998 : La filla d'un soldat no plora mai (A Soldier's Daughter Never Cries) de James Ivory
- 2000 : La platja (The Beach), de Danny Boyle
- 2001 : De l'amour, de Jean-François Richet
- 2002 : 8 femmes de François Ozon
- 2003 : Mais qui a tué Pamela Rose ? d'Éric Lartigau
- 2003 : Bon Voyage, de Jean-Paul Rappeneau
- 2004 : Saint Ange, de Pascal Laugier
- 2004 : Gang de requins, d'Éric Bergeron (voix de Lola)
- 2005 : Holly, de Guy Moshe
- 2006 : El joc dels idiotes, de Francis Veber
- 2006 : The Backwoods, de Koldo Serra
- 2007 : Un baiser, s'il vous plaît !, d'Emmanuel Mouret
- 2008 : Mes amis, mes amours, de Lorraine Lévy
- 2008 : L'Emmerdeur, de Francis Veber
- 2009 : L'Armée du crime, de Robert Guédiguian
- 2010 : Tout ce qui brille, de Géraldine Nakache et Hervé Mimran
- 2011 : The Shape of Art to Come, de Julien Levy
- 2012 : L'adeu a la reina, de Benoît Jacquot
- 2012 : À votre bon cœur, mesdames, de Jean-Pierre Mocky
- 2013 : Une autre vie, d'Emmanuel Mouret
- 2014 : Ablations, d'Arnold de Parscau
- 2014 : Le Monde de Fred, de Valérie Müller
- 2015 : Enragés, d'Éric Hannezo
- 2017 : Drôles d'oiseaux d'Élise Girard
- 2018 : MILF d'Axelle Laffont
- 2018 : Rémi sans famille d'Antoine Blossier
- 2019 : Notre dame de Valérie Donzelli
- 2023 : L'Amour et les Forêts de Valérie Donzelli
- 2023 : Le Retour de Catherine Corsini

### Televisió
- 988 : La Vie en panne d'Agnès Delarive
- 1994 : La Règle de l'homme de Jean-Daniel Verhaeghe
- 1995 : La Vie de Marianne, de Benoît Jacquot
- 1995 : Les Sensuels, de Michel Marx
- 2000 : Les Misérables de Josée Dayan
- 2001 : La Cape et l'Épée (1 episodi)
- 2006 : La Forteresse assiégée, de Gérard Mordillat
- 2009 : L'une chante, l'autre aussi, documental d'Olivier Nicklaus : ella mateixa
- 2009 : Myster Mocky présente, de Jean-Pierre Mocky (1 épisodi)
- 2011 : XIII, la série (13 episodis)
- 2013 : Scènes de ménages (1 episodi)
- 2017 : Mélancolie ouvrière de Gérard Mordillat : Lucie Baud
- 2017 : Juste un regard de Ludovic Colbeau-Justin : Eva Beaufils
- 2019 : Myster Mocky présente, episodi Un vrai massacre de Jean-Pierre Mocky
- 2020 : Capitaine Marleau, episodi L'arbre aux esclaves de Josée Dayan
- 2020 : Ils étaient dix (minisèrie) de Pascal Laugier
- 2021 : Nona et ses filles de Valérie Donzelli : Emmanuelle
- 2021 : L'Île aux trente cercueils : Christine Vorski
- 2022 : Diane de Poitiers de Josée Dayan telefilm en dos parts) : Anne de Pisseleu
- 2022 : Le Monde et sa propriété de Gérard Mordillat : Narratrice
- 2024 : Contre toi de Christophe Lamotte : Esther Cavalieri

### Clips
- 2021 : Le Train, clip de la cançó de Marc Lavoine, dirigit per Jérémie Lippmann
- 2020 : Affliction, clip de la cançó de The Penelopes i Virginie Ledoyen

### Podcast
- 2020 : L'Employé, episodi 8 La Supérieure

### Videojoc
- 2012 : Call of Duty: Black Ops 2 : Chloé Lynch (veu)

## Música
Virginie Ledoyen va participar en tres enregistraments:
- 2005 : Happiness amb Adam Cohen
- 2006 : Opium amb Louis[28]
- 2020 : Affliction de The Penelopes

## Distincions

### Premis
- SACD Awards 1998 : Guanyador del Premi Suzanne-Bianchetti a la jove actriu més prometedora en un drama romàntic per La platja (1998).
- 52è Festival Internacional de Cinema de Berlín 2002: Os de Plata a la contribució artística excepcional per 8 femmes (2002) compartit amb Fanny Ardant, Emmanuelle Béart, Danielle Darrieux, Catherine Deneuve, Isabelle Huppert, Firmine Richard i Ludivine Sagnier.
- 15ns Premis del Cinema Europeu 2002 : Premi del Cinema Europeu a la millor actriu per 8 femmes (2002) compartit amb Fanny Ardant, Emmanuelle Béart, Danielle Darrieux, Catherine Deneuve, Isabelle Huppert, Firmine Richard i Ludivine Sagnier.
- 2003 : Premis YoGa 2003 a la pitjor actriu estrangers per 8 femmes (2002) compartit anb Fanny Ardant, Emmanuelle Béart, Danielle Darrieux, Catherine Deneuve, Isabelle Huppert, Firmine Richard i Ludivine Sagnier.

### Nominacions
- 19ns Premis César: Actriu revelació en una comèdia romàntica per a Les Marmottes (1993).
- 20ns Premis Cèsar: Actriu revelació en un drama per L'Eau froide (1994).
- 21ns Premis Césarr : Actriu revelació en un drama per La Fille seule (1995).